# 奥地利行政圈
奥地利行政圈（德語：Österreichischer Reichskreis）是神圣罗马帝国一个行政圈。它是1512 年科隆议会之后根据法令创建的四个行政圈之一，此时最初的六个行政圈已建立了12年。它的范围大致对应于今天的奥地利（萨尔茨堡和布尔根兰除外）、斯洛文尼亚和意大利北部的特伦蒂诺-上阿迪杰/南蒂罗尔和威尼斯朱利亚地区，同时还包括前施瓦本公国的前奥地利领土。

## 范围
奥地利行政圈在很大程度上与奥地利大公国统治的哈布斯堡王朝的“世袭土地”（Erblande）一致。除了哈布斯堡王朝的土地之外，它还包括特伦托采邑主教区和布雷萨诺内采邑主教区。
根据1779年的泰申条约，行政圈获得巴伐利亚因河地区。1803年世俗化后的萨尔茨堡选帝侯国和贝希特斯加登主教国（Berchtesgaden Provostry）被奥地利收回，奥地利行政圈的领土再次得到扩大。然而，随着弗朗茨二世皇帝于1806年8月6日被迫退位，奥地利行政圈也随之解散。

## 领土组成
该行政圈由以下诸侯国组成：
| 姓名       | 实体类型     | 注释 |
| ---------- | ------------ | --- |
| 埃奇       | 骑士团属地   | 大约在1260年建立，是条顿骑士团在蒂罗尔拥有的土地集合                                                                     |
| 奥地利     | 大公国       | 奥托二世于976年建立奥地利边区，1156年被腓特烈·巴巴罗萨一世升格为公国，1278年由哈布斯堡统治，自1358年起自封为“大公国”     |
| 奥地利     | 骑士团属地   | 条顿骑士团在奥地利拥有的土地集合                                                                                         |
| 布雷萨诺内 | 采邑主教区   | 由康拉德二世皇帝于1027年建立，自1179年以来一直是采邑主教区                                                               |
| 卡林西亚   | 公国         | 由奥托二世皇帝于976年建立，自1457年以来由奥地利大公持有，1564–1619年间属于内奥地利                                       |
| 卡尼奥拉   | 公国         | 1040年，皇帝亨利三世建立卡尔尼奥拉边区，1364年升格为公国，自1457年由奥地利大公持有，1564年至1619年属内奥地利的一部分     |
| 库尔       | 采邑主教区   | 建立于公元4世纪，自1170年以来为采邑主教区，自1367年以来为神殿联盟所拥有的领土                                            |
| 戈里齐亚   | 伯国         | 大约于1127年与阿奎莱亚宗主教区分离，1500年由奥地利大公持有，1564-1619 年属内奥地利，1747 年并入戈里齐亚和格拉迪斯卡伯国  |
| 伊斯特拉   | 边区         | 1040年由亨利三世皇帝建立，主要部分于1291年归威尼斯，剩余的帕津附近的领土归戈里齐亚伯国所有，自1374年以来由奥地利大公持有 |
| 施蒂里亚   | 公国         | 970年奥托一世皇帝建立施蒂利亚边区，1180年升格为公国，自1192年以来由奥地利公爵持有，1564-1619年属内奥地利                 |
| 塔拉斯普   | 领地         | 自1464年以来由奥地利大公持有                                                                                             |
| 特伦托     | 采邑主教区   | 1027年由康拉德二世皇帝建立                                                                                               |
| 的里雅斯特 | 帝国自由城市 | 自1382年以来由奥地利大公持有                                                                                             |
| 蒂罗尔     | 伯国         | 约1140年建立，自1363年起由奥地利大公持有，1504年升为"公国"，1564-1665年加入前奥地利。                                    |